# Мацеевка
Мацеевка (вариант Мациевка) — село в Кизилюртовском районе Дагестана. Входит в Нечаевское сельское поселение.

## Географическое положение
Расположено в 12 км к северо-востоку от города Кизилюрт.

## История
Село образовано в начале XX века русскими переселенцами из центральных регионов России.

## Население
| 1939 | 1970 | 1989 | 2002 | 2010 | 2021 |
| ---- | ---- | ---- | ---- | ---- | ---- |
| 132  | ↗220 | ↘184 | ↘159 | ↗460 | ↗678 |

Моноэтническое аварское село. По данным переписи 2010 года, в селе проживало 460 человек (227 мужчин и 233 женщины).